# あいださくら
あいだ さくら（1991年4月18日 - ）は、日本の元AV女優、元ストリッパー、元お菓子系アイドル。
東京都出身。ティーパワーズ所属。

## 略歴
2007年
- 『激写あいださくら高校1年生デビュー』でTバックを披露しグラビアデビュー。

2009年
- 8月6日、『芸能人あいださくら18歳と2ヶ月でAVデビュー』でAVデビュー。

2010年
- 秋以降に活動休止。

2013年
- MOODYZより復活。

2014年
- 2月1日、新宿ニューアート（ロック座）にてストリップにデビュー。

2018年
- 国際結婚し4人の子をもうけたこと、夫が浮気し、浮気相手を妊娠させていたことから離婚しシングルマザーになっていたことをTwitterにて報告。AV、ストリップ業からは2年前に退いていることを公表。

## 人物
- 趣味は映画観賞、音楽鑑賞、英会話、読書、文通、和太鼓、運動、競馬予想、格闘技観戦、釣り、散歩、ダンス、礼拝、天体観測。特技は一輪車、和太鼓、英会話[1]。

## 作品

### イメージビデオ
1. 激写 あいださくら 高校1年生デビュー（2007年6月22日、日本メディアサプライ)
2. 究極乙女 あいださくら（2007年11月16日、メディアフォース)
3. 究極乙女 中井ゆかり LOVES あいださくら（2008年1月18日、メディアフォース） - 共演：中井ゆかり
4. さくらの園 あいださくら（2008年3月25日、GPミュージアムソフト）
5. 美少女たちのティーパーティー Vol.4 あいださくら（2008年4月18日、日本メディアサプライ）
6. 究極乙女 あいださくらII（2008年5月23日、メディアフォース）
7. 美少女たちのティーパーティー Vol.5 あいださくら・春希ゆうり・ひな（2008年7月18日、日本メディアサプライ） - 共演：春希ゆうり・ひな
8. 現役高校生身体検査 あいださくら（2008年9月4日、現コーポレーション）[8]
9. 100％美少女 Vol.45 あいださくら（2008年9月19日、日本メディアサプライ）
10. VOLTAGE-X あいださくら（2008年11月17日、マーレーインターナショナル）
11. VOLTAGE-X 第二章 あいださくら（2009年1月17日、マーレーインターナショナル）
12. 現役高校生集団検診 あいださくら・辻かのん（2009年3月6日、現コーポレーション） - 共演：辻かのん
13. VOLTAGE-X 痴態 あいださくら（2009年3月17日、マーレーインターナショナル）
14. 猥褻な放課後 あいださくら（2009年4月17日、マーレーインターナル）
15. VOLTAGE-X 極 あいださくら（2009年5月17日、マーレーインターナショナル）
16. All about 2007〜2009 あいださくら（2009年6月19日、日本メディアサプライ）
17. VOLTAGE-X 市倉ありさ＆あいださくら（2009年6月29日、マーレーインターナショナル） - 共演：市倉ありさ
18. VOLTAGE-X 旅立ち あいださくら（2009年7月17日、マーレーインターナショナル）
19. グラビアFINAL あいださくら SP（2009年9月16日、オルスタックピクチャーズ）
20. あなたがだぁ〜いすき（2010年3月、EIC-BOOK限定ダウンロード）
21. SAKURA 妖精の美少女（2010年4月1日、レベッカ）

### アダルトビデオ
2009年
- 芸能人 あいださくら 18歳と2ヶ月でAVデビュー（8月6日、SODクリエイト）
- 芸能人 あいださくら 南の島×超ギリ2デジタルモザイクで、恥ずかしい初体験いっぱいヤってしまいました（9月5日、SODクリエイト）
- 芸能人 あいださくら学園コスプレ-18歳と4ヶ月 6コスプレ×4SEX-/200分Special（10月8日、SODクリエイト）
- 芸能人 あいださくら 18歳と5ヶ月で初ごっくん 第二次性微 もう子供じゃないもん（11月5日、SODクリエイト）
- 芸能人ファン感謝祭特大号!! 混浴大乱交4時間Special（12月5日、SODクリエイト）
- 芸能人 あいださくら 性感エステ×フルコース（12月5日、SODクリエイト）

2010年
- 芸能人 あいださくら 失禁（1月7日、SODクリエイト）
- SOFT ON DEMAND 15周年記念BOX（1月28日、SODクリエイト）撮り下し、あいださくらのTENGA EGGでオナニーのお手伝いしてあげる。あいださくらと超絶SOD女子社員2名のタオル一枚男湯入ってみませんか?
- 芸能人 あいださくら 援交中出し（2月7日、SODクリエイト）
- 芸能人 あいださくら あなたのためだけに過激おもてなしSEX初顔射・中出し 究極ご奉仕デート（3月4日、SODクリエイト）
- 芸能人 あいださくら 淫欲痴漢中毒（4月6日、SODクリエイト）
- 芸能人 あいださくら 18歳のカラダ性感帯開発（5月13日、SODクリエイト）
- SODstar×DANDY 芸能人 あいださくら『知らない女だけが損をする!世界最大級のメガチ○ポでSODstarあいださくらがヤる』（6月24日、SODクリエイト）
- 芸能人 あいださくら タオル一枚男湯入ってみませんか?（7月22日、SODクリエイト）
- SODstar×SODCinderella 濃厚なる大乱交（8月24日、SODクリエイト）
- SOD卒業 芸能人 あいださくら 繰り返す挿入と絶頂（8月24日、SODクリエイト）

2013年
- 芸能人 あいださくら 噴き出す母乳（2月13日、MOODYZ）
- 侵入者（3月7日、アタッカーズ）
- 女子校生監禁凌辱 鬼畜輪姦（4月7日、アタッカーズ）
- 純真妻の交尾 私の理性をグチュグチュにしないで…2（5月7日、アタッカーズ）
- 養子として引き取られた少女（6月7日、アタッカーズ）
- 女子校生捜査官さくら 生徒が消える進学塾（7月7日、アタッカーズ）
- 寝取られた母乳（8月7日、アタッカーズ）
- 奈落の女（9月7日、アタッカーズ）
- 家庭教師と生徒の秘め事（10月7日、アタッカーズ）
- 抜かずの14発中出し あいださくら（11月22日、EROTICA）
- 強制中出し輪姦学校 あいださくら（11月25日、本中）
- 再会の君へ・・・ あいださくら（12月7日、アタッカーズ）
- 残酷猟奇性拷問.忍 号泣の女捜査官 Vol.5 あいださくら（12月7日、BabyEntertainment）
- 逃走×中出し～あいださくらを捕まえて本物中出し～（12月25日、本中）

2014年
- 6名の働く美熟女 セックスしながら時給を発生させる強欲な人妻（1月4日、映天）
- ヌキサシバッチリBLACK! オナニー専用ベストポジション素材集7 黒人巨根襲来編【BD Special版同時発売】（1月10日、ケイ・エム・プロデュース）
- 美少女即ハメ白書20（1月21日、プレステージ）
- 人妻まんこ指オナニー Vol.6 締まった濡れマ◯コがヌチャヌチャして刺激するとイキ出す人妻（2月7日、映天）
- イカ臭い僕の勃起チンポを人妻の前で剥き出しにしてセンズリ鑑賞2（2月25日、Mellow Moon）
- 下着を盗もうと忍び込んだら、中では美女がオナニーしていた あいださくら（4月25日、EROTICA）

2015年
- 妖艶小悪魔女幹部 ヒーロー凌辱（2月27日、GIGA）共演：高木愛美
- 屈辱処刑台の獲物たち ～ドロドロに堕ちる女捜査官～ ベイビーエンターテイメント THE BEST MOVIE（11月7日、BabyEntertainment）

2016年
- 最高級女体極限事態II 度肝を抜くほど痙攣して本性を曝け出す女たち Baby Entertainment DELUXE BEST（10月7日、BabyEntertainment）

2017年
- マッサージ店でオシッコ止まらない人妻に中出し種付け あいださくら（3月20日、ハイライト）
- 残酷猟奇性拷問 忍 SPECIAL BEST FILMS 屈辱の果てにイク女、号泣の彼方に（5月7日、BabyEntertainment）

## 出演

### テレビ
- ビ〜チ9（2013年9月、テレビ埼玉）

### Vシネマ
- セブンカラーズ（2010年4月2日、竹書房）- 主演 美貴 役[9]
- セブンカラーズ2（2010年5月14日、竹書房）- 主演 美貴 役[10]
- ガチヤン ヤン女・美優 天上天下唯我独尊篇（2010年）- 愛梨 役
- ガチヤン ヤン女 素手喧嘩・復讐篇（2010年）- 愛梨 役

### ピンク映画
- 女警備員 まさぐり巡回（2013年）
- 露出願望 見られたい人妻（2014年）

## 出版

### 写真集
- さくらの初体験（2009年9月、彩文館出版、撮影：木村晴）ISBN 978-4-77-560432-8
- 禁断の少女（2010年2月10日、スコラマガジン、撮影：河野英喜）ISBN 978-4-90-230710-8

### オンデマンド写真集
- あいださくらオンリーワンアルバム（2009年11月、東美）

### トレーディングカード
- あいださくら オフィシャルカードコレクション Cherry Girl （さくら堂、2009年12月）